# Titulaire de marché
 (novembre 2023).
Si vous disposez d'ouvrages ou d'articles de référence ou si vous connaissez des sites web de qualité traitant du thème abordé ici, merci de compléter l'article en donnant les références utiles à sa vérifiabilité et en les liant à la section « Notes et références ».
Un titulaire de marché est une entreprise qui a remporté l'appel d'offres d'un maître d'œuvre (MOE) et qui a été choisie pour une réalisation ou une contribution à un projet. C'est l'Homme de l'Art, il connaît les contraintes techniques et doit justifier ses choix auprès du MOE.
Parfois, les titulaires peuvent se regrouper pour unifier leur voix auprès du MOE, c'est ce que l'on appelle un consortium.